# Biblioteca Comarcal Conangla i Fontanilles
La Biblioteca Comarcal Conangla i Fontanilles és una biblioteca pública del municipi de Montblanc (Conca de Barberà), inaugurada el 24 d'abril de 2010. Està ubicada a l'antic escorxador de la Ducal Vila i va suposar una reforma i ampliació d'un edifici de propietat municipal: l'antic escorxador, valorat amb la categoria de Bé Cultural d'Interès Local; edifici de principi dels anys trenta del segle xx.
La biblioteca porta el nom de Josep Conangla i Fontanilles, polític, assagista i poeta, llicenciat en dret, nascut a Montblanc el 1875 i mort a Cuba el 1965. Autor de poesia i prosa, és conegut sobretot per l'obra poètica Elegia de la guerra i Les montblanquines, així com pels assaigs Cuba i Pi i Margall.

## Edifici
La biblioteca va ampliar la superfície de l'antic escorxador, amb un total de 819 m². És de planta baixa i es configura en una nau central rectangular d'uns 8,5 m d'alçada, amb il·luminació natural lateral. La coberta de la nau central és a dos vessants i es correspon a l'original de l'escorxador; els nous cossos s'executaren mitjançant una coberta plana ecològica. L'espai central de la biblioteca l'ocupa la sala principal on s'ubica la major part del fons; hi ha, a més, una sala infantil i una sala multimèdia.
És un edifici rectangular en forma de gran nau amb finestres. Rodejant la meitat de l'edifici que correspon a la façana trobem una terrassa enrajolada. Així mateix, els elements decoratius de les finestres són de rajola. La part superior de la façana fa una figura circular, pròpia de l'estil modernista que té, en aquest edifici, un gran funcionalisme. L'edifici és rodejat per una barana de ferro forjat. Edifici construït a la primera meitat del segle xx, conseqüència d'un procés d'eixamplament de la ciutat més enllà de les muralles.